# Zamek w Leicesterze

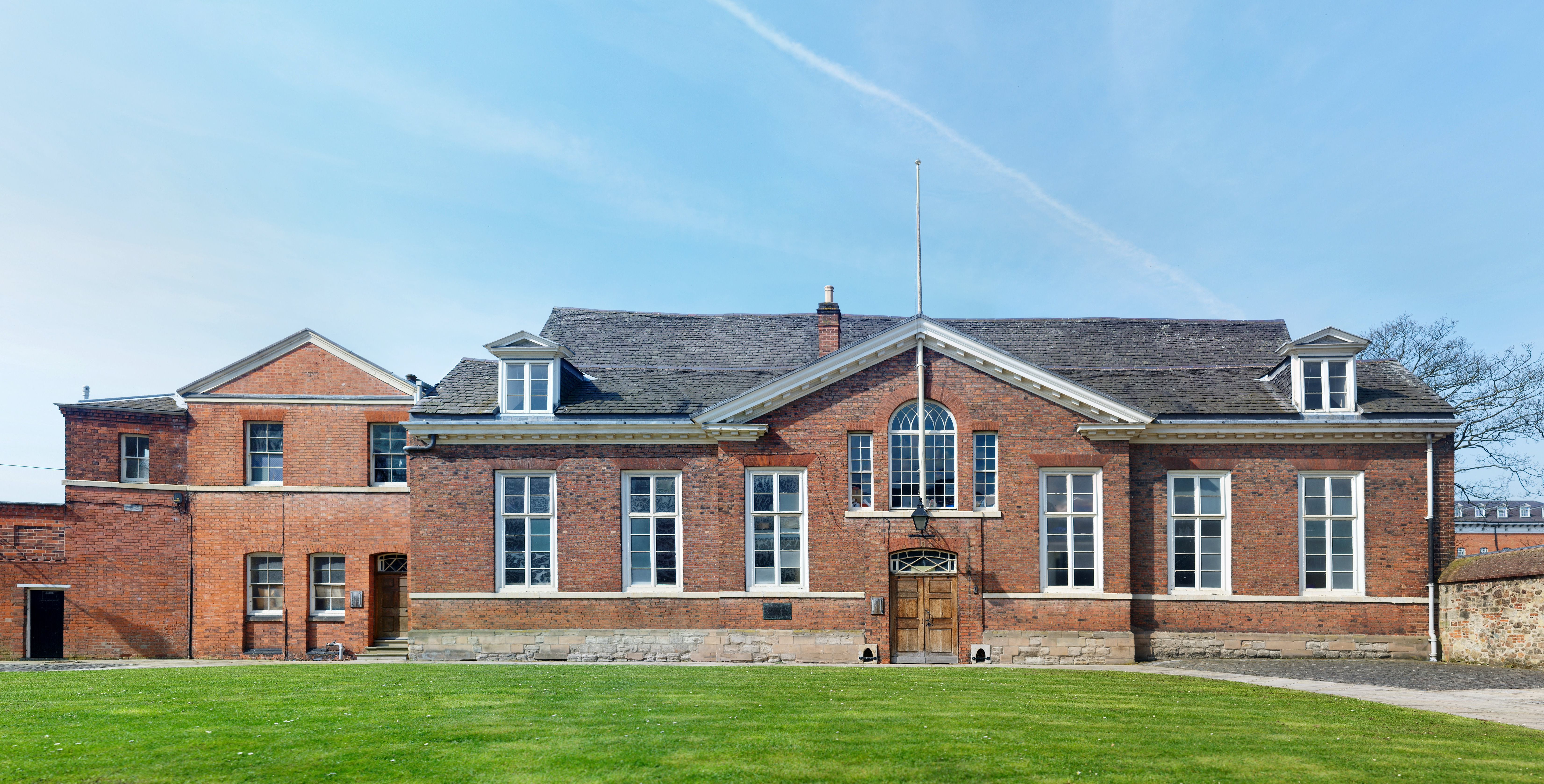
Budynek The Great Hall (2010)

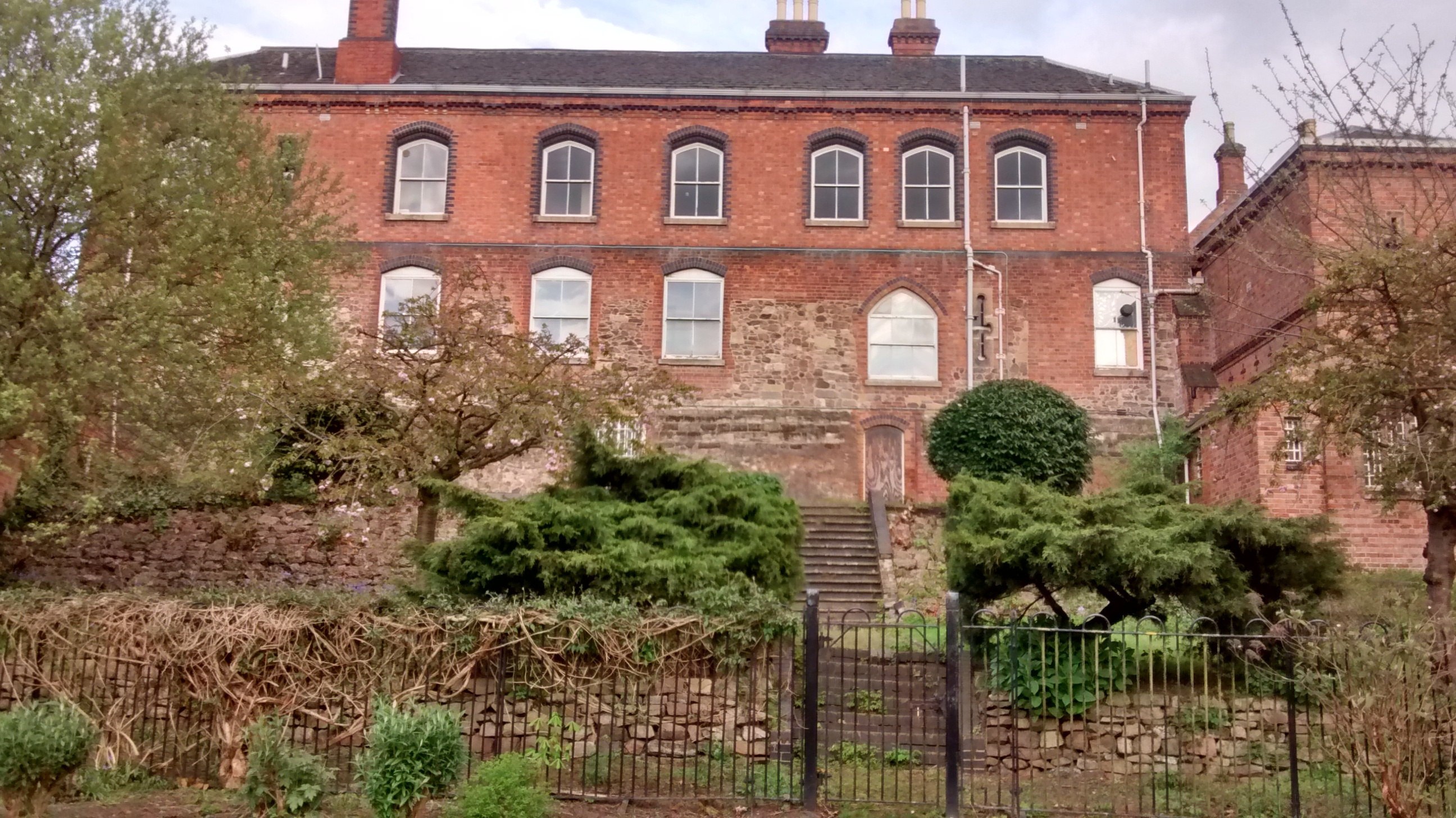
Jeden z budynków zamku od strony ogrodu zamkowego

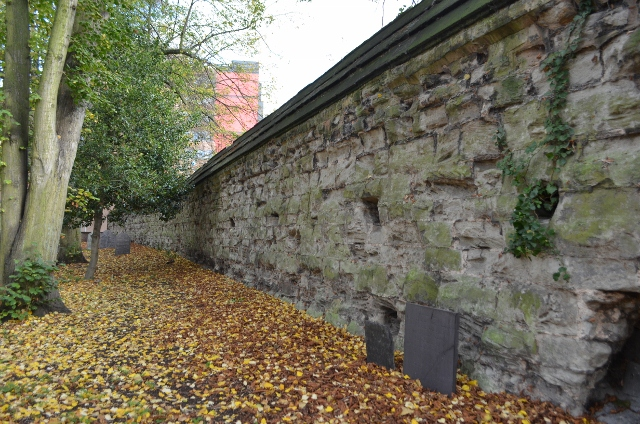
Castle Wall - geograph.org.uk - 2682045

Zamek w Leicesterze (ang. Leicester Castle) – ruiny zamku położonego w mieście Leicester w zachodniej części centrum miasta przy Uniwersytecie De Montfort po wschodniej stronie rzeki Soar.
Zamek został zbudowany prawdopodobnie w 1070 roku po zajęciu Leicesteru przez Normanów w 1066 roku. 
Kompleks zamkowy obejmuje ogród zamkowy, kościół św. Marii de Castro i budynek Great Hall.
Obok ruin zamku znajduje się park zamkowy położony wzdłuż rzeki Soar.